# Animisme (kunst)
Animisme is, binnen de kunstgeschiedenis, een stroming in de Vlaamse schilderkunst van de 20e eeuw. 
De animisten in de Vlaamse schilderkunst vormden geen echte school. De min of meer willekeurige benaming werd gebruikt door Paul Haesaerts, waarmee deze de houding en de esthetiek van enkele los van elkaar staande kunstenaars omschreef, die werkten tussen de twee wereldoorlogen.
Het ging daarbij onder meer om Henri-Victor Wolvens, Albert Van Dyck, Jozef Vinck. Deze kunstschilders reageerden op wat zij als een buitensporige ontwikkeling van het expressionisme aanvoelden, waarbij zij in opvatting en vorm het 'menselijk-gevoelige' voorop stelden. Deze kunstenaars richtten zich meer op het introspectieve dan het expressionisme. Poëtische gevoeligheid speelde daarbij een rol.
De schilder War van Overstraeten meldde zich in 1933 aan bij de "Salon van de Hedendaagse Kunst", een voorloper van "De Introverten".
Naast bovengenoemde kunstenaars werden door Haesaerts ook vermeld: Albert Dasnoy, Jean Timmermans, Marcel Stobbaerts, Armand Vanderlick en de jongere 'debutanten' Anne Bonnet, Louis Van Lint, Gaston Bertrand, Gustave Camus, Jan Cobbaert en Marc Mendelson. Hierbij kan men opmerken dat deze laatsten na 1945 de richting van de abstracte kunst insloegen en daarmee bekend werden.